# دیوید هاول (شطرنج‌باز)
دیوید هاول (انگلیسی: David Howell؛ زادهٔ ۱۴ نوامبر ۱۹۹۰) شطرنج‌باز اهل بریتانیا است.
او که سه بار در سال‌های ۲۰۰۹، ۲۰۱۳ و ۲۰۱۴ قهرمان شطرنج بریتانیا شده، جوان‌ترین بریتانیایی است که توانسته به عنوان "استاد بزرگ" در ۱۶ سالگی دست یابد.